# فريدريك غوثري
فريدريك غوثري (بالإنجليزية: Frederick Guthrie)‏ (و. 1833 – 1886 م) هو فيزيائي، وكيميائي، وعالم، وأكاديمي، وأستاذ جامعي، وكاتب من المملكة المتحدة . ولد في لندن .
وكان عضواً في الجمعية الملكية . وأعرب عن اعتقاده بأن 
| فريدريك غوثري | العلم يجب أن يعتمد على التجارب بدلاً من المناقشة. | فريدريك غوثري |

توفي في لندن ، عن عمر يناهز 53 عاماً.

## التعليم
تعلم في كلية لندن الجامعية، حيث درس لثلاث سنوات، وقد كرس فيها اهتمامه لدراسة الكيمياء، وقد دَرسه توماس غراهام وألكسندر ويليام ويليامسون . و درس الرياضيات على يد أوغست دو مورغان . و في عام 1852 قدم ملاحظات شقيقه إلى دي مورغان .
في 1854 ذهب إلى هايدلبرغ و دَرسه روبرت بنسن وبعد ذلك في عام 1855 حصل على درجة الدكتوراة من جامعة ماربورغ بإشراف هيرمان كولبه 
في عام 1856 انضم إلى إدوارد فرانكلاند ، أستاذ الكيمياء في كلية أوينز، في مانشستر. في عام 1859 ذهب إلى جامعة إدنبرة .
كان غوثري أول من أبلغ عن تأثيرات غاز الخردل . في عام 1860 ، وصف دمج الإثيلين مع ثاني كلوريد الكبريت وملاحظات بعض التأثيرات الفسيولوجية التي كانت عليه.
في عام 1860 تم انتخابه زميلاً للجمعية الملكية في إدنبرة ، و كان مقدمه ليون بلايفير . انتخب زميلاً للجمعية الملكية في لندن في عام 1871.
أصبح أستاذاً في الكيمياء والفيزياء، في الكلية الملكية في موريشيوس بين عامي 1861 و 1867.
كما كان أستاذاً في المدرسة الملكية للموريش ، حيث أشرف على الفيزيائي التجريبي المستقبلي C. V. Boys. كما قام بتوجيه جون أمبروز فليمنغ وكان له دور أساسي في تحويل اهتمامه من الكيمياء إلى الكهرباء.
اخترع «الثنائي الثرميوني» 1873 (و في وقت لاحق حصل على ائتمان بديل لمساعد اديسون هامر).
كتب عناصر الحرارة في عام 1868 والمغناطيسية والكهرباء في عام 1873 (نشرت عام 1876).
كان غوثري أيضاً لغوياً وكاتباً مسرحياً وشاعراً. تحت اسم فريدريك سيرني، كتب القصائد اليهودي (1863) ولوغرونو (1877).
دفن في مقبرة كنسل الخضراء في لندن .